# 모비나 네마차데
모비나 네마차데(페르시아어: مبینا نعمت‌زاده,‎ 2005년 5월 17일~)는 이란의 태권도 선수이다. 2024년 하계 올림픽 여자 플라이급 동메달을 획득했다.

## 경력
테헤란 출신이다. 2017년에 이란 주니어 태권도 국가대표로 발탁되었고 그 해 베트남 호찌민 아시아 주니어 선수권 대회에서 우승했다. 2019년에는 요르단 암만에서 열린 아시아 주니어 선수권 대회에서 다시 우승했으며 우즈베키스탄 타슈켄트에서 열린 세계 유스 선수권 대회에서 우승을 차지했다.
2022년에 이란 성인 국가대표가 되었고 그 해 6월 대한민국 춘천에서 열린 아시아 선수권 대회에서 준우승을 차지했다.